# Хоменко Федір Пантелеймонович
Федір Пантелеймонович Хоменко (5 серпня 1934, с. Купчинці — 10 вересня 2016) — дояр колгоспу ім. Горького с. Яструбинці, Герой Соціалістичної Праці.

## Біографічні відомості
Федір Хоменко народився 5 серпня 1934 року в селі Купчинці Іллінецького району Вінницької області. З дитинства проживав у селі Яструбинці Іллінецького району. Закінчив 5 класів школи.
Трудову діяльність розпочав у 13-річному віці. Федір випасав корів та доглядав за телятами.
З 1952 року працював дояром у місцевому колгоспі імені Горького. Виростив корів із відібраної групи телят, згодом став досягати високих надоїв молока.
Указом Президіуму Верховної Ради СРСР від 22 березня 1966 року за досягнуті успіхи в развитку тваринництва, збільшенні виробництва і заготівель м'яса, молока, яєць, шерсті та іншої продукції Хоменку Федору Пантелеймоновичу присвоєно звання Героя Соціалістичної Праці з врученням ордена Леніна та золотої медалі «Серп і Молот».
Продовжував працювати в колгоспі до 1988 року, отримував по 6500 кг молока за рік від кожної корови. В Іллінцькому районі діяла школа передового досвіду Ф.П. Хоменка.
У 1989 році вийшов на пенсію.
Проживав у селі Яструбинці, в останні роки — у с. Іллінецьке.
Помер 10 вересня 2016 року. Похований на кладовищі села Яструбинці.

## Нагороди
- Герой Соціалістичної Праці (22.03.1966)
- орден Леніна (22.03.1966)
- орден Жовтневої Революції (08.04.1971)
- орден Трудового Червоного Прапора (10.03.1976)
- медалі

## Вшанування пам'яті
За життя Федора Пантелеймоновича Хоменка йому відкрито пам'ятник у центрі Іллінців, на відкритті якого він був присутнім. Поруч встановлено погруддя ще двом дояркам району, які також удостоєні звання Героя Соціалістичної Праці — Мотрі Плахотник, яка була вчителькою Федора Хоменка, та Марії Коцюрубі, яка була його ученицею.